# Galizien (distrikt)

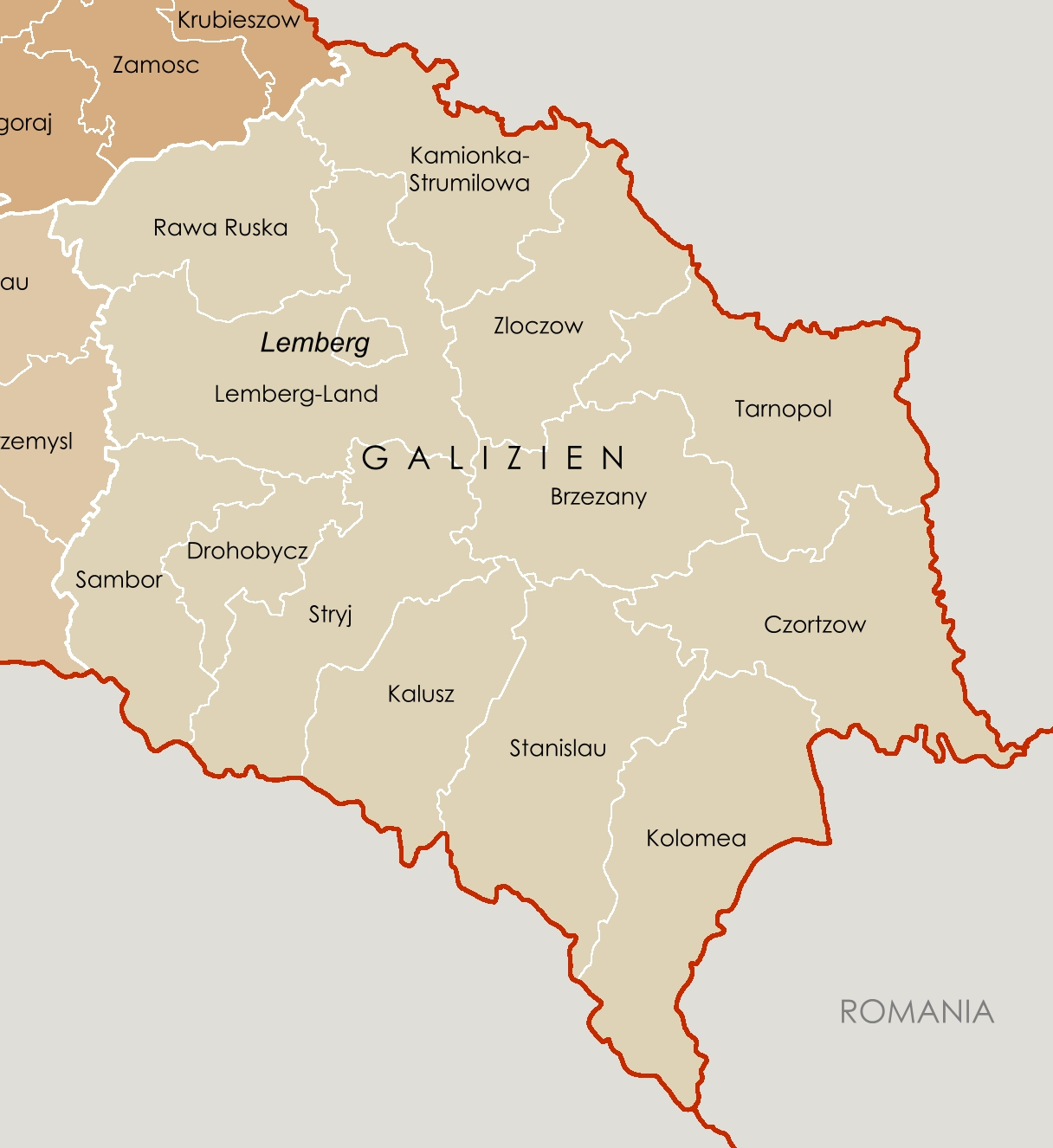
Administrativ karta över distriktet Galizien år 1941.

Galizien (tyska Distrikt Galizien, polska Dystrykt Galicja) var mellan 1941 och 1944 ett administrativt område inom Generalguvernementet, den del av Polen som inte inkorporerades i Tredje riket. Området ingick under mellankrigstiden i Andra polska republiken och ockuperades i september 1939 av Sovjetunionen. I och med Operation Barbarossa, Tysklands anfall mot Sovjetunionen i juni 1941, ockuperades territoriet av Tyskland och blev därmed Generalguvernementets femte distrikt.
Galizien var indelat i fjorton län: Brzeżany, Czortków, Drohobycz, Gródek, Horodenka, Kałusz, Kamionka-Strumiłowa, Kolomea, Lemberg (Stadt), Lemberg-Land, Rawa Ruska, Sambir, Stanislau, Stryj, Tarnopol och Złoczów.

## Administration
Guvernör
- Karl Lasch: 1941–1942
- Otto Wächter: 1942–1944

Stabschef
- Ludwig Losacker: 1941–1943
- Otto Bauer: 1943–1944
- Josef Brandl: 1944 (verkställande)

SS- och polischef (SS- und Polizeiführer, SSPF)
- Fritz Katzmann: 1941–1943
- Willi Ost: 1943
- Theobald Thier: 1943–1944
- Christoph Diehm: 1944
- Säte: Lemberg

Kommendör för Ordnungspolizei (Orpo)
- Paul Worm
- Joachim Stach
- Walter von Soosten
- Gustav Schubert

Kommendör för Gendarmeriet
- Franz Gansinger

Kommendör för Sicherheitspolizei (Sipo) och Sicherheitsdienst (SD)
- Helmut Tanzmann: 1941–1943
- Josef Witiska: 1943–1944

## Stadthauptmannschaft/Kreishauptmannschaft
| Namn                | Ämbetstid                                                                       | Stadthauptmann/Kreishauptmann                                  |
| ------------------- | ------------------------------------------------------------------------------- | -------------------------------------------------------------- |
| Brzeżany            | augusti 1941 – 8 februari 1943 februari 1943 – 20 juli 1944                     | Hans-Adolf Asbach Werner Becker                                |
| Czortków            | 1 augusti 1941 – 20 april 1942 20 april 1942 – februari 1944                    | Gerhard Littschwager Hans Kujath                               |
| Drohobycz           | 1 augusti 1941 – 17 juni 1942 juni 1942 – juli/augusti 1944                     | Eduard Jedamzik Hermann Görgens                                |
| Horodenka           | augusti 1941 – 1 april 1942                                                     | Johann Hack                                                    |
| Kałusz              | augusti 1941 – 20 mars 1942 21 mars 1942 – 31 juli 1943                         | Friedrich Gercke Karl-Hans Broschegg                           |
| Kamionka-Strumiłowa | 10 augusti 1941 – december 1942 1 januari 1943 – juli 1944                      | Wilhelm Rebay von Ehrenwiesen Joachim Nehring                  |
| Kolomea             | 1 augusti 1941 – juni/juli 1942 1942 – augusti 1943 augusti 1943 – mars 1944    | Claus Peter Volkmann Herbert Gorgon Bernhard von Trotha        |
| Lemberg-Land        | 1 oktober 1941 – januari 1942 1941/1942 1942 februari/mars 1943                 | Berthold Pütter Otto Bauer Joachim von der Leyen Werner Becker |
| Lemberg-Gródek      | 15 september 1941 – januari 1942 16 januari 1942 – mars 1942                    | Wilhelm Stockheck Berthold Pütter                              |
| Rawa-Ruska          | augusti 1941 – februari 1942 mars 1942 – 24 juli 1944                           | Hans-Walter Zinser Gerhard Hager                               |
| Sambor              | 15 augusti 1941 – mars 1942 mars 1942 – 1 oktober 1942 oktober 1942 – juli 1943 | Mogens von Harbou Hans-Walter Zinser Karl-Georg Emmrich        |
| Stanisławów         | 7 augusti 1941 – 23 september 1944                                              | Gustav Albrecht                                                |
| Stryj               | augusti 1941 – juli 1944                                                        | Viktor von Dewitz                                              |
| Tarnopol            | 1 oktober 1941 – februari 1942 april 1942 – april 1944                          | Gerhard Hager Mogens von Harbou                                |
| Złoczów             | augusti 1941 – januari 1943 6 januari 1943 – 1944                               | Hans Mann Otto Wendt                                           |
| Lemberg (Stadt)     | augusti 1941 – februari 1942 5 februari 1942 – 1944                             | Hans Kujath Egon Höller                                        |

1. ↑  Upplöst den 1 april 1942.
2. ↑  Upplöst 1943.
3. ↑  Upplöst mars 1942.